# Hannut
Hannut (en neerlandès Hannuit, en való Hanèu) és una ciutat de Bèlgica, a la província de Lieja, que forma part de la regió valona que té uns 15.115 habitants. Situat a la regió d'Haspengouw, amb les seves terres de conreu molt riques, la seva activitat econòmica històrica va ser l'agricultura.

## Història
Les primeres traces de residència humana daten del Neolític. Un entroncament de la via romana, la futura voie de Liège al qual el nucli va desenvolupar-se a l'edat mitjana. Situada a la frontera més septentrional del principat de Lieja, als confins del comtat de Namur i del ducat de Brabant, sovint va ser el teatre de batalles, saquejos i incendis.
Al segle xiii el duc Enric I de Brabant va donar al poble que va desenvolupar-se als entorns d'un castell desaparegut, els drets de ciutat i l'escut. Sota l'occupació francesa, l'administració revolucionària va crear les noves subdisvisions administratives i Hannut va esdevenir el cap d'una comarca judicial (canton) dins del departament de l'Ourte. El 1801, va perdre el títol que va passar a Avennes fins al 1920. Un decret de 1985 va tornar al municipi el títol honorífic de ciutat, que havia perdut sota el règim francès.
Al nucli actual, no romanen gaire traces construïdes de la seva història medieval, fora d'uns topònims com Vieux Remparts i Remparts Saint-Christoph (trad. Antigues Muralles i Muralla de sant Cristòfol), i unes parts gòtiques de l'església que daten del segle xiv i l'estàtua de Sant Cristòfol.

## Economia
Hannut és un centre subregional d'educació. Municipi d'agricultura, des dels anys 90 del segle passat, també va desenvolupar una activitat industrial més diversificada, en aprofitar de la proximitat de l'autopista E42.

## Llocs d'interès
- L'església de Sant Cristòfol

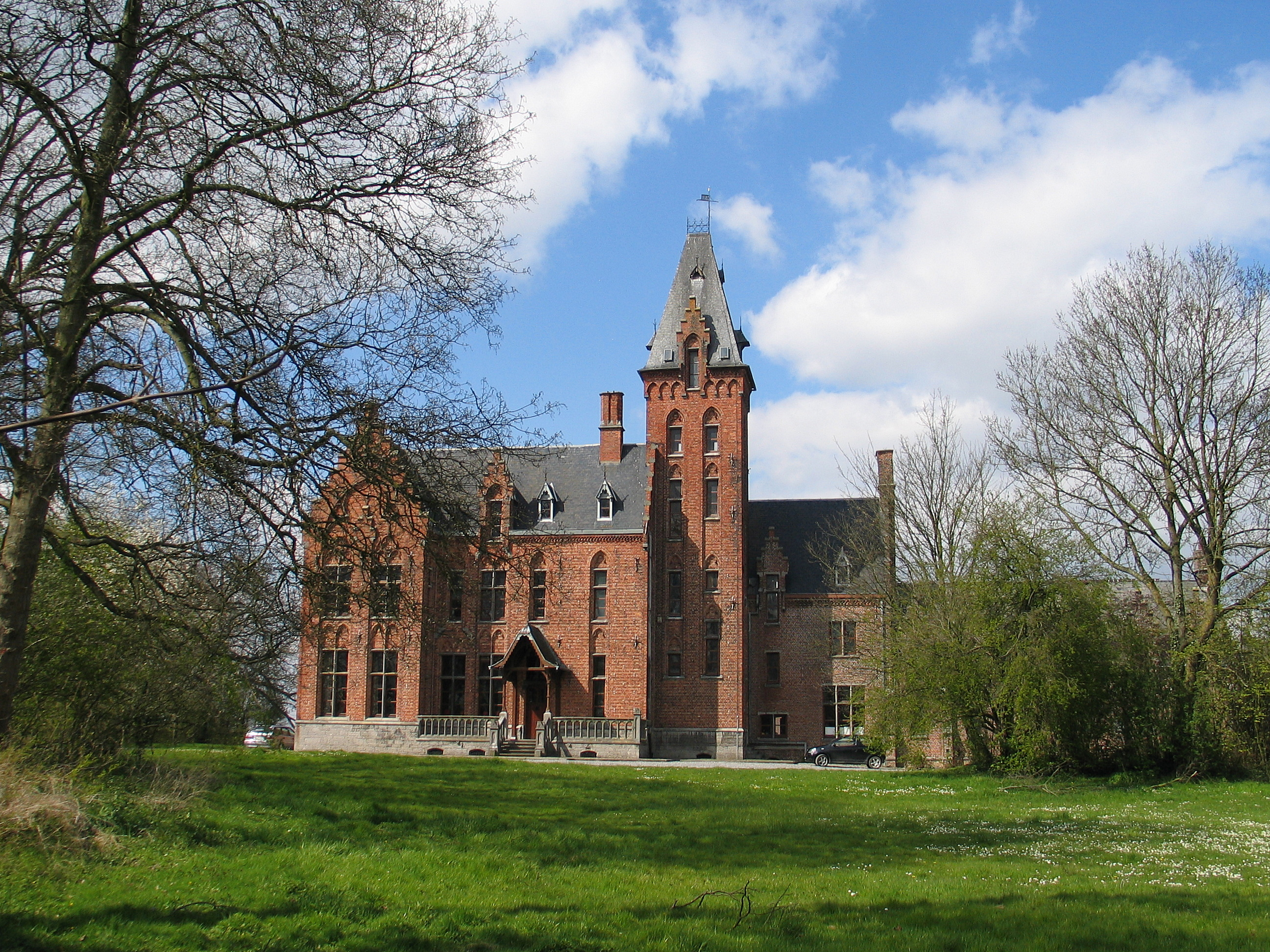
Castell de Cras Avernas

- El castell Snyers, també anomenat Cense du Marquis de la Valette, a lloc de l'antic castell derrocat el 1635
- El Couvent des Clarisses (monestir dels Clarisses), construcció moderna del 1953.
- La Cense des Dames, granja per a dipositar el delme o cens, antiga propietat de les senyore de l'abadia de Sant Victor de Huy.
- La masia castral el Chera, també anomenat castell Mottin, segons el nom de l'antic burgmestre d'Hannut, que va restaurar-la a l'inici del segle xx i que va esdevenir la primera casa de la vila a la primera ona de fusió de municipis del 1971.
- El monestir dels Croisiers (l'orde regular dels canonges de la santa Creu) del 1903 en estil neogòtic.

## Nuclis
Junts amb el centre d'Hannut, el municipi reuneix 17 antcis municipis aleshores independents: Abolens, Avernas-le-Bauduin, Avin, Bertrée, Blehen, Cras-Avernas, Crehen, Grand-Hallet, Lens-Saint-Remy, Merdorp, Moxhe, Petit-Hallet, Poucet, Thisnes, Trognée (Truielingen en neerlandès), Villers-le-Peuplier en Wansin. Excepte Thisnes i Hannut, no hi havia cap municipi antic que tenia més de 1000 habitants.
| #     | Naam                  | Superfície (km²) | Població (01/01/2007) |
| ----- | --------------------- | ---------------- | --------------------- |
| I     | Hannuit               | 6,80             | 4.430                 |
| II    | Abolens               | 2,71             | 341                   |
| III   | Avernas-le-Bauduin    | 4,88             | 746                   |
| IV    | Avin                  | 6,62             | 676                   |
| V     | Bertrée               | 2,78             | 414                   |
| VI    | Blehen                | 1,98             | 252                   |
| VII   | Cras-Avernas          | 5,00             | 545                   |
| VIII  | Crehen                | 4,93             | 642                   |
| IX    | Grand-Hallet          | 5,09             | 914                   |
| X     | Lens-Saint-Remy       | 5,89             | 974                   |
| XI    | Merdorp               | 5,64             | 605                   |
| XII   | Moxhe                 | 4,42             | 671                   |
| XIII  | Petit-Hallet          | 3,73             | 345                   |
| XIV   | Poucet                | 2,35             | 406                   |
| XV    | Thisnes               | 9,93             | 1.196                 |
| XVI   | Trognée (Truielingen) | 3,45             | 311                   |
| XVII  | Villers-le-Peuplier   | 6,29             | 693                   |
| XVIII | Wansin                | 4,04             | 295                   |

Font: Ciutat d'Hannut

## Fills predilectes
- Zénobe Gramme, va estar-se un part de sa vida a Hannut
- Paul Brien, naturalista, va néixer a Hannut